# Eddy Gnahoré
Eddy Gnahoré, né le 14 novembre 1993 à Villeneuve-la-Garenne, est un footballeur français, qui joue au poste de milieu relayeur au FC Dinamo Bucarest.

## Biographie

### En club

#### Formation en Île-de-France puis en Angleterre
Eddy Gnahoré commence le football au CO Savigny en 2000, avant de rejoindre le FC Morangis Chilly en janvier 2004 puis le Centre de Formation de Paris en 2005. En 2008, il rejoint La Berrichonne de Châteauroux, puis s'envole à l'âge de quinze ans pour l'Angleterre et Manchester City. Il est placé en famille d'accueil en l'attente de ses seize ans pour qu'il signe un contrat.
En 2011, il signe un contrat courant jusqu'en 2014 en faveur de Birmingham City. Il dispute son premier match en professionnel le 28 janvier 2012 en Coupe d’Angleterre sur le terrain de Sheffield United, en rentrant sur la pelouse à dix minutes du terme et alors que son équipe mène 4 à 0. Un mois après ses débuts, il se rompt les ligaments croisés,. À son retour, il n'est plus désiré par le staff du nouvel entraîneur, Lee Clark, et résilie son contrat à l'été 2013 sur les conseils de son agent. Gnahoré apprendra par la suite que son agent a été rémunéré pour le mener à cette décision.

#### Retour manqué en France
Toujours d'après son agent, il est désiré par l'ESTAC Troyes, mais Gnahoré réalise que personne ne le connaît sur place. Il est tout de même mis à l'essai avec la réserve, et le club, ayant atteint son quota de contrat pros, lui propose une formule d'un an. Pourtant, aucun accord n'est finalement trouvé. Par la suite, il fait des essais avec les réserves de l'AS Saint-Étienne et de l'Olympique de Marseille, qui ne seront pas concluants. Il reçoit aussi une offre du Sporting de Kansas City, qu'il refuse pour donner sa priorité aux clubs européens. En avril 2014, il se remet à niveau physiquement chez un agent italien à Pistoia, et signe par la suite un contrat de deux ans en faveur du Carrarese Calcio en troisième division italienne.

#### Découverte du haut niveau en Italie
Le 25 janvier 2016, il est recruté par le Napoli, qui le prête deux jours plus tard au Carpi FC jusqu'à la fin de la saison. En février 2016, il est victime d'un grave accident de voiture sur la route de Nice. Il est transporté à l'hôpital en hélicoptère pour des blessures à la tête et au bassin, mais ne sort qu'avec une fracture de la hanche alors que l'on lui avait annoncé qu'il ne pourra plus rejouer au foot,. Dès le 29 juillet 2016, il est prêté au FC Crotone. Il ne dispute qu'un seul match avec les Rossoblù le 14 janvier 2017 face à Bologne en Serie A. À la fin du mois de janvier, il est prêté à l'AC Pérouse, avec qui il inscrit son premier but dans un championnat professionnel le 4 avril contre Pise. 
Le 18 juillet 2017, il rejoint l'US Palerme, signant un contrat de quatre saisons.

#### Révélation à Amiens
Après une saison à quatre buts et autant de passes décisives en 35 matchs, Gnahoré est prêté à l'Amiens SC le 26 juillet 2018. Il y retrouve son cousin Prince Gouano. Gnahoré dispute son premier match de Ligue 1 le 12 août contre l'Olympique lyonnais, et inscrit son premier but le 25 du même mois au cours d'une victoire 4-1 contre le Stade de Reims. À l'issue de la saison, le club amiénois recrute définitivement Gnahoré.

#### Prêt en Chine puis retour manqué en Picardie
Le 28 février 2020, il est prêté au Wuhan Zall, alors que la ville de Wuhan est l'épicentre de la pandémie de Covid-19. Au mois d'octobre 2020, il se rompt les ligaments croisés. Avec son équipe, il évite la relégation lors des barrages remportés face au Zhejiang Greentown. À la fin de l'année 2020, il fait son retour à Amiens. Lors du premier semestre 2021, il est en processus de réathlétisation, puis son retour à la compétition est freiné par la contraction du Covid-19 au mois de septembre. Il effectue finalement son retour sur les terrains le 23 octobre 2021, un an après sa blessure, à l'occasion de la réception de Valenciennes. Après avoir fait son retour au cours de l'automne, il est mis à l'écart pour une accumulation de retards au long du mois de mars, et arrive à la fin de son contrat avec le club picard.

#### Retour en Italie
Le 31 août 2022, il signe un contrat de deux saisons en faveur de l'Ascoli Calcio, qui évolue en deuxième division.

### En sélection
En janvier 2011, il dispute deux matchs amicaux avec l'équipe de France -18 ans face à la Belgique. Les Bleuets s'imposent 3-1 le 25 janvier, et Eddy Gnahoré est remplacé à la mi-temps par Igor Rey. Deux jours plus tard, il entre en jeu à dix minutes du terme à la place d'El Hadji Ba et les Français concèdent le nul 2-2.